# 冬竹
冬竹（学名：Fargesia hsuehiana）为禾本科箭竹属下的一个种。

## 扩展阅读
- 維基物種上的相關：冬竹